# Singenreith
Singenreith ist eine Rotte und eine Katastralgemeinde der Gemeinde Kottes-Purk im Bezirk Zwettl in Niederösterreich. Der Ort ist über die Landesstraße L7186 erreichbar und liegt westlich des Gemeindezentrums Kottes, zum Ortsgebiet zählt auch die Gafkosäge.

## Geschichte
Der Ort wird 1300 zum ersten Mal schriftlich als Singenrewt erwähnt, der Name bezieht sich auf die Rodung eines Siegfried.
Im Eintrag der Josephinischen Fassion aus Jahre 1786/87 gab es im heutigen Ort 9 Häuser.
Im Jahr 1822 wurde der Ort als Dorf mit 10 Häusern genannt, das nach Kottes eingepfarrt war, wohin auch die Kinder eingeschult wurden. Die Herrschaft Prandhof besaß die Ortsobrigkeit und besorgte die Konskription. Die Landgerichtsbarkeit wurde von der Herrschaft Pöggstall ausgeübt. Die Untertanen und Grundholde des Ortes gehörten der Herrschaft Prandhof.
Nach der Entstehung der Ortsgemeinden 1849 wurde der Ort eine Katastralgemeinde der Ortsgemeinde Elsenreith.
Laut Adressbuch von Österreich waren im Jahr 1938 in Singenreith ein Müller mit Sägewerk, ein Schmied, ein Schneider und einige Landwirte ansässig.
Im Zuge der Niederösterreichischen Kommunalstrukturverbesserung wurde der Ort durch die Auflösung der Gemeinde Elsenreith am 1. Januar 1967 ein Teil der Gemeinde Kottes-Purk.

## Siedlungsentwicklung
Zum Jahreswechsel 1979/1980 befanden sich in der Katastralgemeinde Singenreith insgesamt 15 Bauflächen mit 7.147 m² und 6 Gärten auf 4.593 m², 1989/1990 gab es 15 Bauflächen. 1999/2000 war die Zahl der Bauflächen auf 49 angewachsen und 2009/2010 bestanden 35 Gebäude auf 48 Bauflächen.

## Bodennutzung
Die Katastralgemeinde ist landwirtschaftlich geprägt. 84 Hektar wurden zum Jahreswechsel 1979/1980 landwirtschaftlich genutzt und 21 Hektar waren forstwirtschaftlich geführte Waldflächen. 1999/2000 wurde auf 74 Hektar Landwirtschaft betrieben und 28 Hektar waren als forstwirtschaftlich genutzte Flächen ausgewiesen. Ende 2018 waren 70 Hektar als landwirtschaftliche Flächen genutzt und Forstwirtschaft wurde auf 28 Hektar betrieben. Die durchschnittliche Bodenklimazahl von Singenreith beträgt 19,9 (Stand 2010).